# 中間宿主
中間宿主（英語：或）是指寄生物的幼蟲、童蟲或於无性生殖阶段時用以寄生的物種。如需两个以上中间宿主，则依顺序称第一、第二中间宿主等。
這類宿主也可為寄生物短暫提供營養和保護，直到其發展階段完成。然而，寄生物不能在這個中間宿主體內成長為成蟲，但可以透過中間宿主為媒介，將自己送到最終宿主。舉例說，可引起昏睡症的布氏锥虫（以人類為中間宿主，而其最終宿主卻是舌蠅，否則便無法繼續繁衍。
絛蟲綱及其他寄生性扁形动物门物種的生命週期較為複雜，在不同的生命階段會寄居在不同的宿主裡。在某些特殊情況下，寄生物的幼蟲會直接進入最終宿主，這個最終宿主便成為一個「異常中間宿主」（或）。例如豬肉絛蟲在某些情況下將人變成其異常中間宿主。
由於有很多種寄生蟲的生命週期尚未被充分研究，有時候一些相對「較為重要」的物種會被隨意定義為寄生蟲的確定宿主，儘管有部分事後獲研究確認並非事實。舉例說：仙女蟲科的正颤蚓（Tubifex tubifex）因為會被脑粘体虫感染而有時會被認為是鮭魚的旋转病的中間宿主，但其實脑粘体虫會在正颤蚓進行有性繁殖。比較新的出版會指脑粘体虫是一種「雙宿主」寄生蟲。
旋毛蟲（Trichinella spiralis）是一種會引起旋毛蟲病的寄生蟲，其宿主的消化道中會有其生殖成體的同時，在其肌肉中具有未成熟的幼體．這種情況，其宿主因此被認為同時是中間宿主和確定宿主。

## 參看
- 寄生
- 宿主
  - 转续宿主（paratenic host）：亦作癱瘓宿主